# Kairos Filmverleih
Kairos Filmverleih Göttingen – kurz Kairos – ist ein 1995 gegründeter unabhängiger deutscher Filmverleih in Göttingen, der auf Kinofilme aus Lateinamerika, dem Iran, Afrika und auf Filme des jungen europäischen Kinos spezialisiert ist. Nach eigenem Verständnis will Kairos Filme „mit Eigenschaften“ anbieten, die sich vom Mainstream-Kino deutlich abheben. Kairos bringt alle Filme unsynchronisiert in der jeweiligen Originalfassung mit deutschen Untertiteln ins Kino; das Repertoire umfasst ca. 80 Titel (Stand Mai 2010). Eine Auswahl von Titeln ist auch unter eigenem Label auf DVD erschienen. Kairos ist der einzige niedersächsische Filmverleih (Stand Mai 2010). Firmengründer und Geschäftsführer sind Wilfried Arnold und Helge Schweckendiek. Die Verleihtätigkeit ist erwachsen aus der gemeinsamen Arbeit im Göttinger Kommunalen Kino Lumière. Namensgebend war der philosophische Begriff Kairos.
Das Unternehmen ist Mitglied in der AG Verleih.

## Herausragende Filme
Zu den erfolgreichsten Produktionen bei Kritik und Publikum gehören unter anderem TGV Express – Der schnellste Bus nach Conakry von Moussa Touré (Senegal), Noorderlingen von Alex van Warmerdam (Niederlande), Die Strategie der Schnecke von Sergio Cabrera (Kolumbien),  Die dunkle Seite des Herzens von Eliseo Subiela (Argentinien), Gabbeh und Die Stille von Mohsen Makhmalbaf (Iran), Der Apfel / Sib und Schwarze Tafeln von Samira Makhmalbaf (Iran), Sur/Süden und El viaje / Die Reise von Fernando Solanas (Argentinien), Madeinusa von Claudia Llosa (Peru), Das Weltgericht von Bamako von Abderrahmane Sissako (Mali), Das Fenster gegenüber von Ferzan Özpetek (Italien), El Bano del Papa / Das große Geschäft von Enrique Fernández / Cesar Chalone (Uruguay), Der Wind zieht seinen Weg von Giorgio Diritti (Italien).

## Kooperationen
Seit 2002 ist Kairos ständiger Kooperationspartner von trigon-film aus Ennetbaden in der Schweiz.
Seit 2008 organisiert das Unternehmen in Kooperation mit der Organisation „Made in Italy“ aus Rom die jährliche bundesweite „Cinema Italia“-Filmtournee.

## Auszeichnungen
Das Unternehmen wurde 1998 und 2000 mit dem Verleiherpreis des Beauftragten der Bundesregierung für Kultur und Medien ausgezeichnet.